# Ingrid Rosell-Lindahl
Ingrid Maria Rosell-Lindahl, född 8 maj 1928 i Stockholm, död 29 november 2010 i Oscars församling i Stockholm, var en svensk målare, tecknare, grafiker och illustratör.
Hon var dotter till ingenjören Albert Vilhelm Ragnar Rosell och Elisabeth Maria Bergqvist och 1953–1962 gift med med. dr. Jan Magnus Lindahl. Hon studerade vid Anders Beckmans reklamskola, Académie Libre, Gerlesborgsskolan i Bohuslän samt privat för Bror Hjorth. Under sina studieresor till Italien och Frankrike studerade hon för bland annat Johnny Friedlaender i Paris. Hon medverkade i Nationalmuseums utställning Unga tecknare 1948 och i utställningen av nordiska bokillustrationer på Kungliga biblioteket i samband med Föreningen Nordiska tecknares kongress i Stockholm. Hon var huvudsakligen verksam som bokillustratör för skönlitterära verk och barnböcker dessutom utförde hon ett flertal bokomslag. Som tecknare i tusch, blyerts eller kol medverkade hon i Dagens nyheter, All världens berättare, Utsikt, Industria, Textilia, Bonniers månadstidning och Folket i bild. I sitt eget skapande utförde hon figur och landskapsmotiv utförda i akvatint, torrnål och linoleumsnitt. Ingrid Rosell-Lindahl finns representerad vid Nationalmuseum  och Scenkonstmuseet. Hon är gravsatt i minneslunden på Galärvarvskyrkogården i Stockholm.